# Estació de Viladecavalls
Viladecavalls és una estació de ferrocarril propietat d'adif situada a la urbanització de Can Corbera de Viladecavalls a la comarca del Vallès Occidental. L'estació es troba a la línia Barcelona-Manresa-Lleida i hi tenen parada trens de la línia R4 de Rodalies de Catalunya, operat per Renfe Operadora.
Aquesta estació de la línia de Manresa va entrar en funcionament l'any 1859 quan va entrar en servei el tram construït per la Companyia del Ferrocarril de Saragossa a Barcelona entre Terrassa (1856) i Manresa.
L'any 2016 va registrar l'entrada de 44.000 passatgers.

## Serveis ferroviaris
| Rodalia de Barcelona                                    |                                       |       |                        |                        |
| Procedència/Destinació                                  | <                                     | Línia | >                      | Procedència/Destinació |
| Sant Vicenç de Calders Vilafranca del Penedès Martorell | Sant Miquel de Gonteres-Viladecavalls |       | Vacarisses-Torreblanca | Manresa                |